# Gabriella Giandelli
Gabriella Giandelli est une auteure italienne de bande dessinée, née à Milan en 1963.

## Biographie
Gabriella Giandelli est diplômée de l’institut d’art et de l’école de cinéma de Milan. Elle travaille comme illustratrice pour la section littérature de La Repubblica, entre autres quotidiens et magazines, et elle publie des bandes dessinées pour diverses maisons d’édition. Elle illustre la couverture de l'album Vers les lueurs de Dominique A.

## Publications
- Le cheval sans tête tome 3 : Le double, ouvrage collectif, Amok éditions, 1997.
- Vies blanches, Seuil, 1997.
- Anita (scénario) avec Stefano Ricci (dessin), Fréon, coll. « Amphigouri », 1999..
- Tobie et l'ange (dessin), avec Sussana Tamaro (textes), Seuil Jeunesse, 1999.
- Silent Blanket, Seuil, 2000[2],[3].
- Sous les feuilles, Seuil, 2004.
- Intérieur, Actes Sud coll. « Actes Sud BD », préface de Dominique A, 2010[4]. Cette intégrale reprend les tomes Interiorae et Interiorae 2 parus en 2005 et 2006 chez Coconino Press - Vertige Graphic[5].
- Monstres et légendes de Davide Cali, illustré par Gabriella Giandelli, 2011.
- Les Métamorphoses d'Olia avec Olga Sedakova et Odile Belkeddar, Actes Sud, 2014.
- Participation au collectif René Magritte vu par..., Centre Pompidou / Actes Sud, septembre 2016  (ISBN 9782330065959).

## Expositions
- Galerie Martel à Paris